# Verstoring (archeologie)

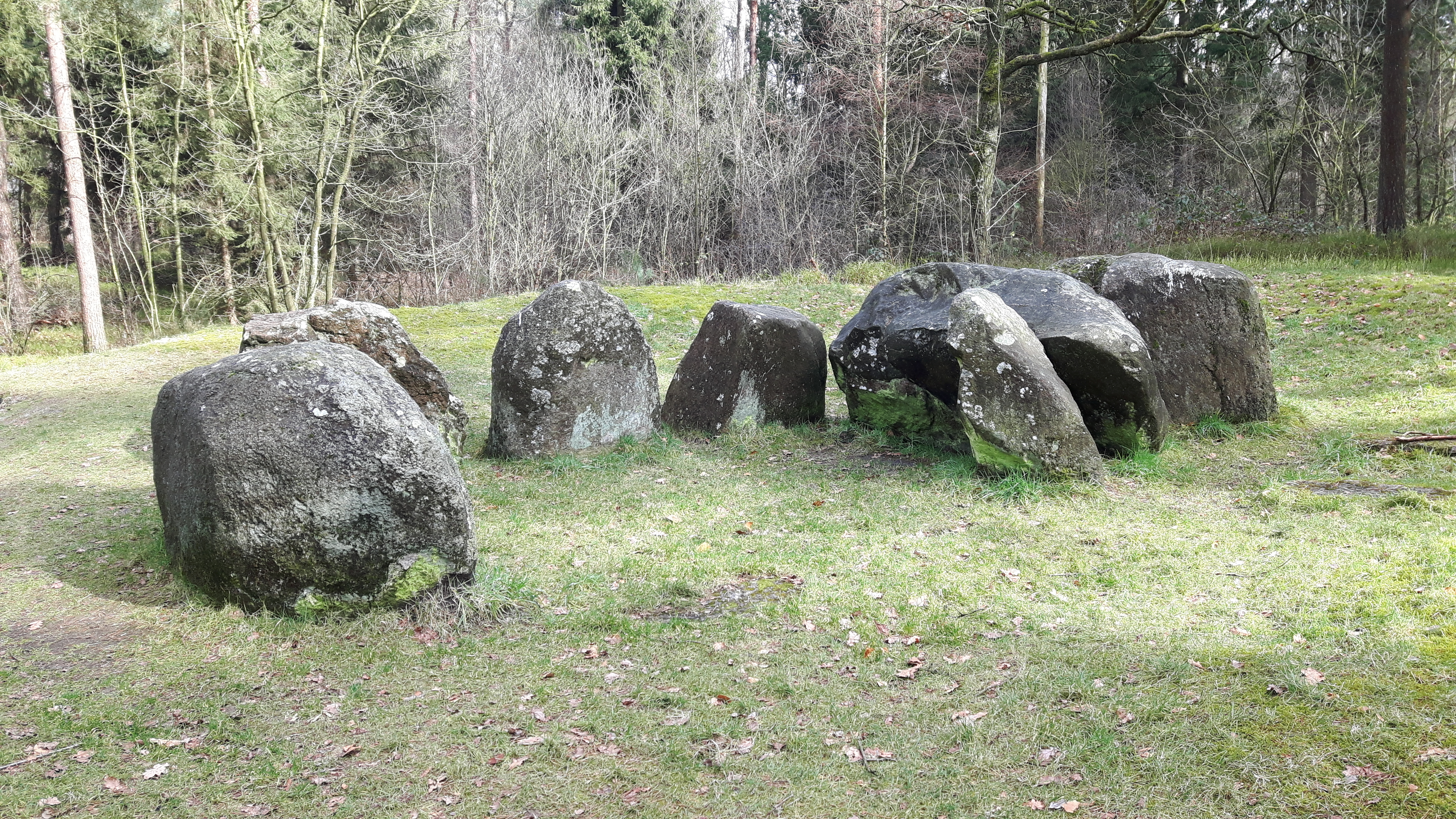
Hunebed D31, een verstoorde megaliet.

Verstoring betekent in de archeologie een latere verandering, meestal fysieke wijziging, van een archeologische vindplaats.

## Oorzaken
Verstoringen van met name graven kunnen verschillende oorzaken hebben, zowel menselijke als natuurlijke. De volgende menselijke oorzaken komen voor:
- Vanaf het neolithicum vonden in graven, zoals hunebedden en grafheuvels, latere bijzettingen plaats. Deze worden uitgesplitst naar bijzettingen uitgevoerd door dezelfde cultuur en bijzettingen door andere culturen. Die laatste leiden vaak tot verstoring van het bestaande graf.
- Onbedoelde verstoringen die voornamelijk door toeval plaatsvinden.
- Opgravingen van lichamen. Hier kunnen gerechtvaardigde en niet gerechtvaardigde opgravingen worden onderscheiden. Als gerechtvaardigd geldt het opgraven voor wetenschappelijk of forensisch onderzoek en als niet gerechtvaardigd het opgraven door nieuwsgierige gravers of zoekers van relikwieën.
- Criminele verstoringen door gravers. Hieronder vallen grafschending met beschadiging of vernietiging van het graf, grafroof met diefstal van waardevolle bijgiften en andere inventaris en het leeghalen van het graf uit rituele of economische overwegingen.

De aantasting van graven kan dus beperkt zijn tot de grafinventaris, maar kan ook de lichaamsresten omvatten.
Naast deze menselijke oorzaken kan een verstoring ook door de natuur veroorzaakt worden. Dat gebeurt bijvoorbeeld door bodemdieren of natuurfenomenen als aardbevingen en blikseminslagen.